# Обертасове
Оберта́сове —  село в Україні, у Компаніївській селищній громаді Кропивницького району Кіровоградської області. Населення становить 29 осіб. До 2020 орган місцевого самоврядування — Гарманівська сільська рада.

## Історія
Колишня назва - Олександрівка.
Священнослужителі с. Олександрівка (Обертасово) храму свв. мчч. Сергія і Вакха:
1851р. – священник Павел Нетупський,
1862-1869 рр. – священник Сосіпатр Птаренко,
1870-1874 рр. – священник Стефан Барінов,
1875 р. – священник Єлеазар Кайман,
1875 р. – священник Феодор Стамнін,
1875-1876 рр. – священник Миколай Ковалевський,
1876-1878 р. – священник Димитрій Синицький,
1878-1885 рр. – священник Василій Крупський,
1885-1888 рр. – священник Григорій Синькевич,
1885-1909 рр. – священник Єфрем Славінський,
1909-1910 рр. – священник Никон Когутовський (священномученик),
1910-1921 рр. – священник Димитрій Рожновський,

## Населення
Згідно з переписом УРСР 1989 року чисельність наявного населення села становила 32 особи, з яких 12 чоловіків та 20 жінок.
За переписом населення України 2001 року в селі мешкало 29 осіб.

### Мова
Розподіл населення за рідною мовою за даними перепису 2001 року:
| Мова       | Відсоток |
| ---------- | -------- |
| українська | 96,55 %  |
| російська  | 3,45 %   |